# Споры растений

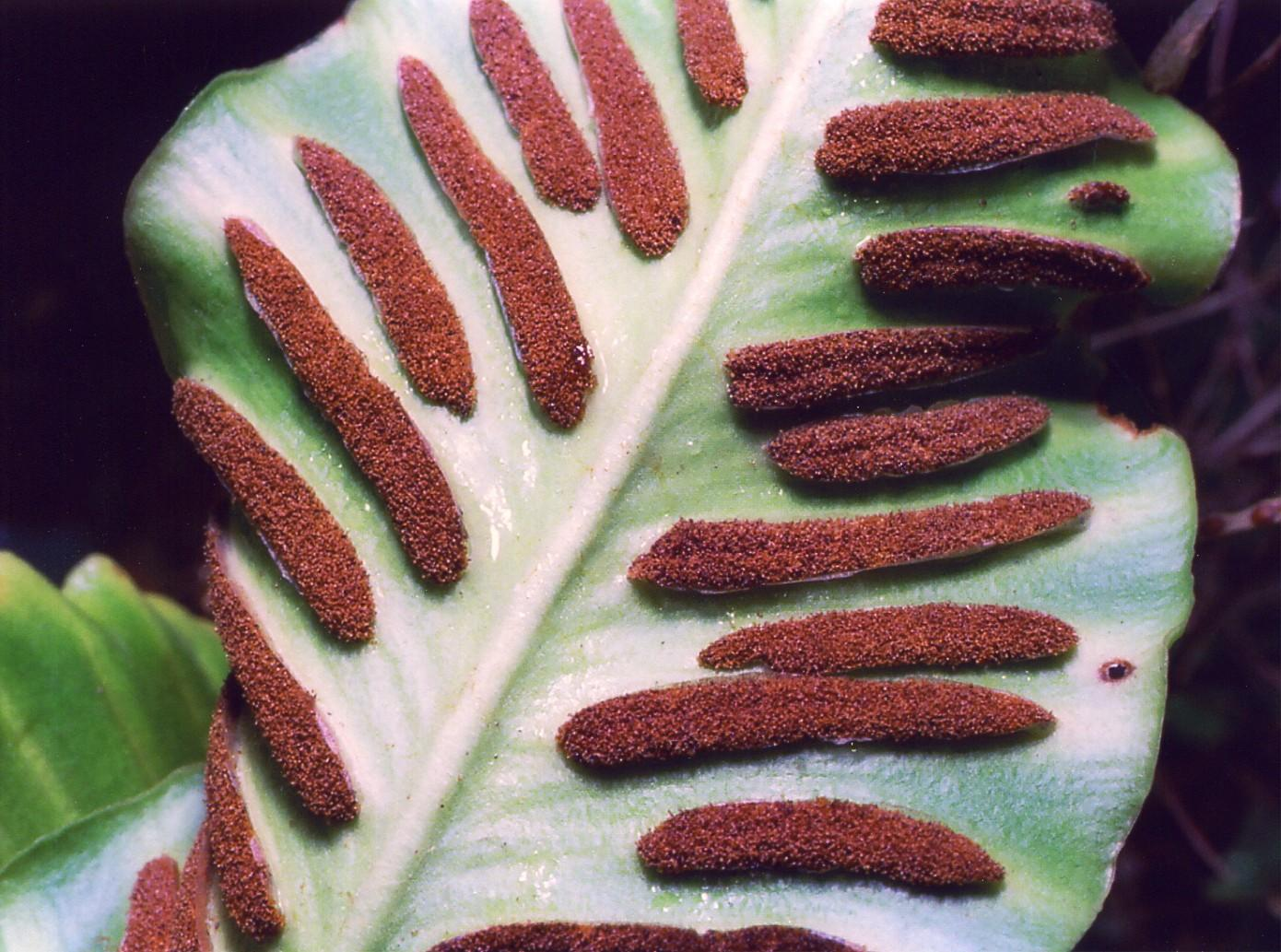
Споры папоротника

Спо́ры расте́ний — микроскопические зачатки некоторых растений, имеющие разное происхождение, служащие для   бесполого размножения и (или) сохранения их при неблагоприятных условиях. Представляют собой одноклеточные, реже двуклеточные или состоящие из нескольких клеток образования. Обычно более или менее шарообразной, эллипсоидальной формы, реже — цилиндрической и др. У большинства растений споры  достигают в диаметре 30-40 мкм и имеют сферическую форму.

## Спородерма
Совокупность оболочек споры — спородерма (др.-греч. δέρμα — «кожа, оболочка») — имеет сложное строение, дифференцируясь на наружный толстый слой, экзину, и внутренний — интину. Экзина состоит из спорополленина, одного из самых стойких органических веществ, способного выдерживать длительные температурные и химические воздействия. Благодаря стойкости экзины, споры обычно длительное время сохраняют способность к прорастанию и могут сохраняться в отложениях на протяжении геологических эпох. Спородерма часто имеет скульптурированные оболочки, покрытые гребешками, бугорками, шипами и т. д.

## Размножение спорами
В цикле развития растений, начиная с мхов и заканчивая папоротниками, последовательно чередуются стадии спорофита (растения, образующего споры) и гаметофита (растения, образующего гаметы). Так, у папоротника спорофитом является взрослое растение, распространяющее споры; из каждой такой споры вырастает заросток, являющийся гаметофитом: он образует женские гаметангии — архегонии и мужские гаметангии — антеридии, в которых развиваются половые гаметы и, сливаясь (обычно перекрёстно с разных растений), образуют зиготу, развивающуюся на заростке и вырастающую во взрослое растение. Размножение спорами — бесполое.
Похожим образом споры участвуют в процессе полового размножения у голосеменных и покрытосеменных, или цветковых, растений. Взрослое растение здесь является спорофитом, образующим макроспоры (женские) и микроспоры (мужские), которые остаются с растением-родителем и развиваются соответственно в зародышевый мешок и зрелое пыльцевое зерно, являющиеся редуцированными гаметофитами.